# Wrona przylądkowa
Wrona przylądkowa (Corvus capensis) – gatunek ptaka z rodziny krukowatych (Corvidae), zamieszkujący wschodnią i południową Afrykę.

## Podgatunki
Wyróżniono dwa podgatunki C. capensis:
- C. capensis kordofanensis – Sudan, Erytrea i Somalia do Ugandy, Kenii i Tanzanii.
- C. capensis capensis – Angola, Zambia i Zimbabwe do RPA.

## Morfologia
Długość ciała 48–50 cm, jest nieco większa niż czarnowron. Upierzona całkowicie na czarno z lekkim fioletowym połyskiem piór. Ma też proporcjonalnie dłuższe nogi, skrzydła i ogon oraz dużo dłuższy, smukły dziób, który wygląda na stworzony typowo do zagłębiania w ziemi za bezkręgowcami. Pióra na głowie mają miedziano-fioletowy połysk, a na gardle upierzenie jest dość długie i stroszy się w trakcie krakania i popisów.

## Występowanie
Wrona przylądkowa występuje w dwóch oddzielonych od siebie rejonach Afryki. Zasięg jednego z podgatunków sięga od przylądka na południowym krańcu Czarnego Kontynentu po południową Angolę i dalej na wschód po wschodnie wybrzeże Mozambiku. Drugi podgatunek zajmuje rozległe obszary w środkowo-wschodniej Afryce – od Sudanu, Erytrei i Somalii przez Etiopię po Ugandę, Tanzanię i Kenię. Północna populacja jest przeciętnie nieco mniejsza niż południowa.
Ptak zasiedla otwarte łąki, pastwiska, wrzosowiska, obszary rolnicze z pojedynczymi drzewami lub zadrzewieniami wykorzystywanymi do gniazdowania. Rozmieszczenie sugeruje, że szczególnie dobrze gatunek rozwija się na terenach uprawnych.

## Zachowanie

### Pożywienie

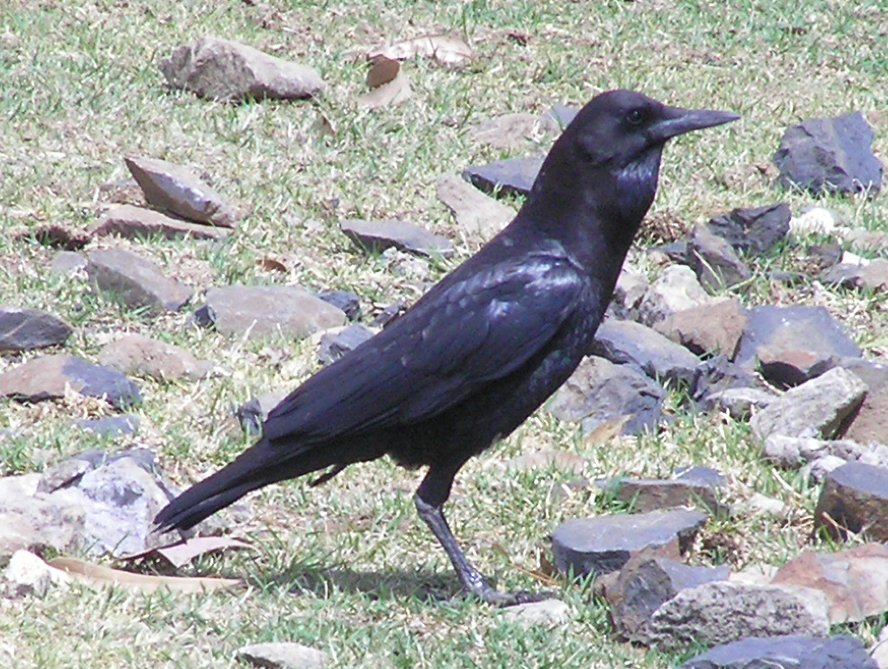
Wrona przylądkowa potrafi podkraść jaja lub pisklęta z naziemnych gniazd innych ptaków

Wrona przylądkowa żywi się ziarnami zbóż i innymi nasionami, bezkręgowcami, które wydobywa mocnymi uderzeniami swego długiego dzioba. Dobiera się do kolb kukurydzy, nim ta jest w pełni dojrzała, bulw roślin cebulowych i mięsistych korzeni wybranych roślin. Zjada też żaby i małe gady, owoce i jagody. Plądruje jaja i pisklęta z naziemnych ptasich gniazd, a widywano sytuacje, gdy zabijała ptaki ważące nawet jeden funt (zwłaszcza domowy drób). Odwraca odchody ssaków, z których wybiera owady.

### Gniazdowanie
Gniazda wron przylądkowych znajdują się zawsze na drzewach, przeważnie blisko wierzchołka. Spotyka się też gniazda ulokowane w krzewach, ale znacznie rzadziej. Samica składa 3–4 jaja, które wysiaduje 18–19 dni. Pisklęta pierzą się po około 38 dniach. Zwykle jedynie 3 pisklęta przeżywają okres gniazdowania.

### Głos
Odgłosy przypominają krakanie: krrah.....krrah.....krrah lub cichsze kah-kah-kah. Wydaje też bardzo hałaśliwe dźwięki kojarzone z bulgotaniem wody, które roznoszą się po okolicy, lub gardłowy śmiech. Ma również w zwyczaju naśladowanie zasłyszanych głosów.

## Status
IUCN uznaje wronę przylądkową za gatunek najmniejszej troski (LC, Least Concern) nieprzerwanie od 1988 roku. Całkowita liczebność populacji nie została oszacowana, ale ptak ten jest opisywany jako pospolity bądź bardzo liczny. Trend liczebności populacji jest oceniany jako wzrostowy.